# فابیو ساکی
فابیو ساکی (ایتالیایی: Fabio Sacchi؛ زادهٔ ۲۳ مهٔ ۱۹۷۴) دوچرخه‌سوار اهل ایتالیا است. وی در مسابقات تور دو فرانس و جیرو دیتالیا شرکت کرده است.